# Davidson Black
Davidson Black (Toronto, 25 luglio 1884 – Pechino, 15 marzo 1934) è stato un medico e antropologo canadese, scopritore dell'uomo di Pechino o sinatropo (Sinanthropus pekinensis), cioè di un ominide, un essere primitivo nel quale le caratteristiche umane prevalevano su quelle scimmiesche.
Black annunciò la scoperta del sinantropo nel 1929 basandosi sullo studio di un dente fossile scoperto due anni prima a Chou Kou Tien, presso Pechino. Nella stessa zona e altrove furono trovati altri resti scheletrici che confermarono l'interpretazione di Black.
Laureatosi in medicina all'Università di Toronto, nel 1909 si era trasferito negli Stati Uniti e aveva cominciato a lavorare alla "Western Reserve University" di Cleveland, nell'Ohio, diventando assistendo nel 1913.
Durante la prima guerra mondiale fece parte del corpo sanitario canadese in Europa. Subito dopo emigrò in Cina dove diventò professore di neurologia (1918) e di anatomia (1921) a Pechino. Qui rimase fino alla morte dopo aver acquistato fama internazionale per la sua ricostruzione, in base a un solo dente, dell'Uomo di Pechino, uno dei più antichi ominidi dell'Asia.
| Black è l'abbreviazione standard utilizzata per le specie animali descritte da Davidson Black. Categoria:Taxa classificati da Davidson Black |